# Cantonul Saumur-Sud
Cantonul Saumur-Sud este un canton din arondismentul Saumur, departamentul Maine-et-Loire, regiunea Pays de la Loire, Franța.

## Comune
- Artannes-sur-Thouet
- Chacé
- Distré
- Fontevraud-l'Abbaye
- Montsoreau
- Parnay
- Rou-Marson
- Saumur (parțial, reședință)
- Souzay-Champigny
- Turquant
- Varrains
- Verrie